# WTA Cardiff
Das WTA Cardiff (offiziell: Welsh International Open) war ein Tennisturnier des WTA Tour, das in Cardiff ausgetragen wurde.

## Siegerliste

### Einzel
| Jahr                   | Siegerin               | Finalgegnerin     | Ergebnis      |
| ---------------------- | ---------------------- | ----------------- | ------------- |
| 1974                   | Julie Heldman          | Glynis Coles      | 6:4, 6:2      |
| ↓ Kategorie: Tier IV ↓ |                        |                   |               |
| 1996                   | Dominique van Roost    | Laurence Courtois | 6:4, 6:2      |
| 1997                   | Virginia Ruano Pascual | Alexia Dechaume   | 6:1, 3:6, 6:2 |

### Doppel
| Jahr                   | Siegerinnen                     | Finalgegnerinnen               | Ergebnis      |
| ---------------------- | ------------------------------- | ------------------------------ | ------------- |
| 1974                   | Lesley Charles Sue Mappin       | Jackie Fayter-Hough Joyce Hume | 3:6, 6:2, 6:2 |
| ↓ Kategorie: Tier IV ↓ |                                 |                                |               |
| 1996                   | Katrina Adams Mariaan de Swardt | Els Callens Laurence Courtois  | 6:0, 6:4      |
| 1997                   | Debbie Graham Kerry-Anne Guse   | Julie Pullin Lorna Woodroffe   | 6:3, 6:4      |

## Quelle
- ITF Homepage